# Gustave Lapierre
Gustave Auguste Joseph Lapierre (Haillot, 21 november 1875 - 8 november 1953) was een Belgisch volksvertegenwoordiger.

## Levensloop
Gustave Lapierre was vanaf 16 december 1912 liberaal volksvertegenwoordiger voor het arrondissement Namen in opvolging van de overleden Eugène Hambursin. Hij bleef dit mandaat vervullen tot 15 januari 1913. Met amper een maand zitting, behoort hij tot een van de meest kortstondige parlementsleden.
Hij was ook provincieraadslid voor Namen.